# Comuna Monastîreț, Jîdaciv
Monastîreț (în ucraineană Монастирець) este o comună în raionul Jîdaciv, regiunea Liov, Ucraina, formată din satele Kotorînî, Monastîreț (reședința), Protesî și Stare Selo.

## Demografie
Componența lingvistică a comunei Monastîreț
     Ucraineană (99,77%)
     Alte limbi (0,23%)
Conform recensământului din 2001, majoritatea populației comunei Monastîreț era vorbitoare de ucraineană (99,77%), existând în minoritate și vorbitori de alte limbi.